# Ontbijt

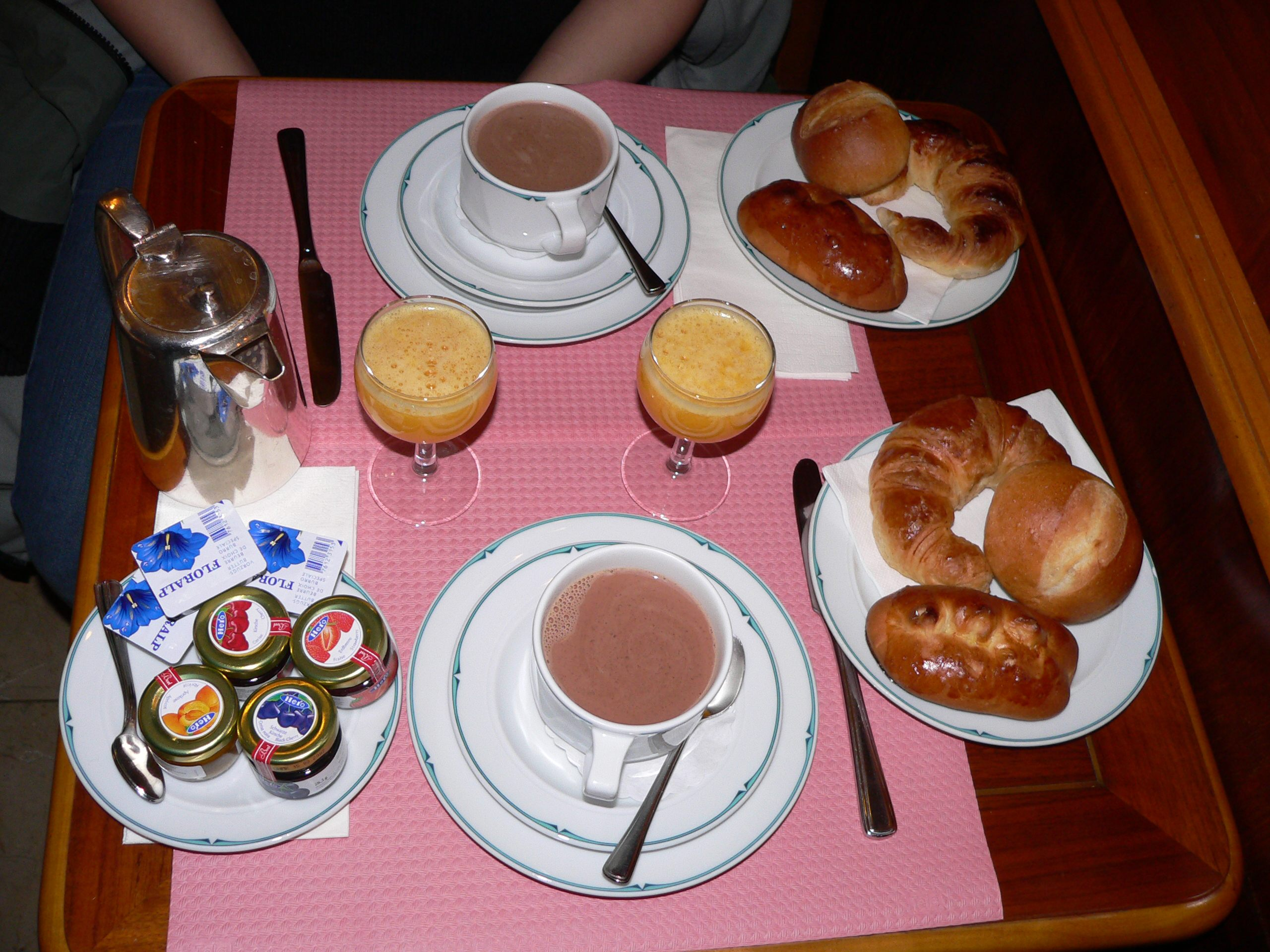
Frans ontbijt

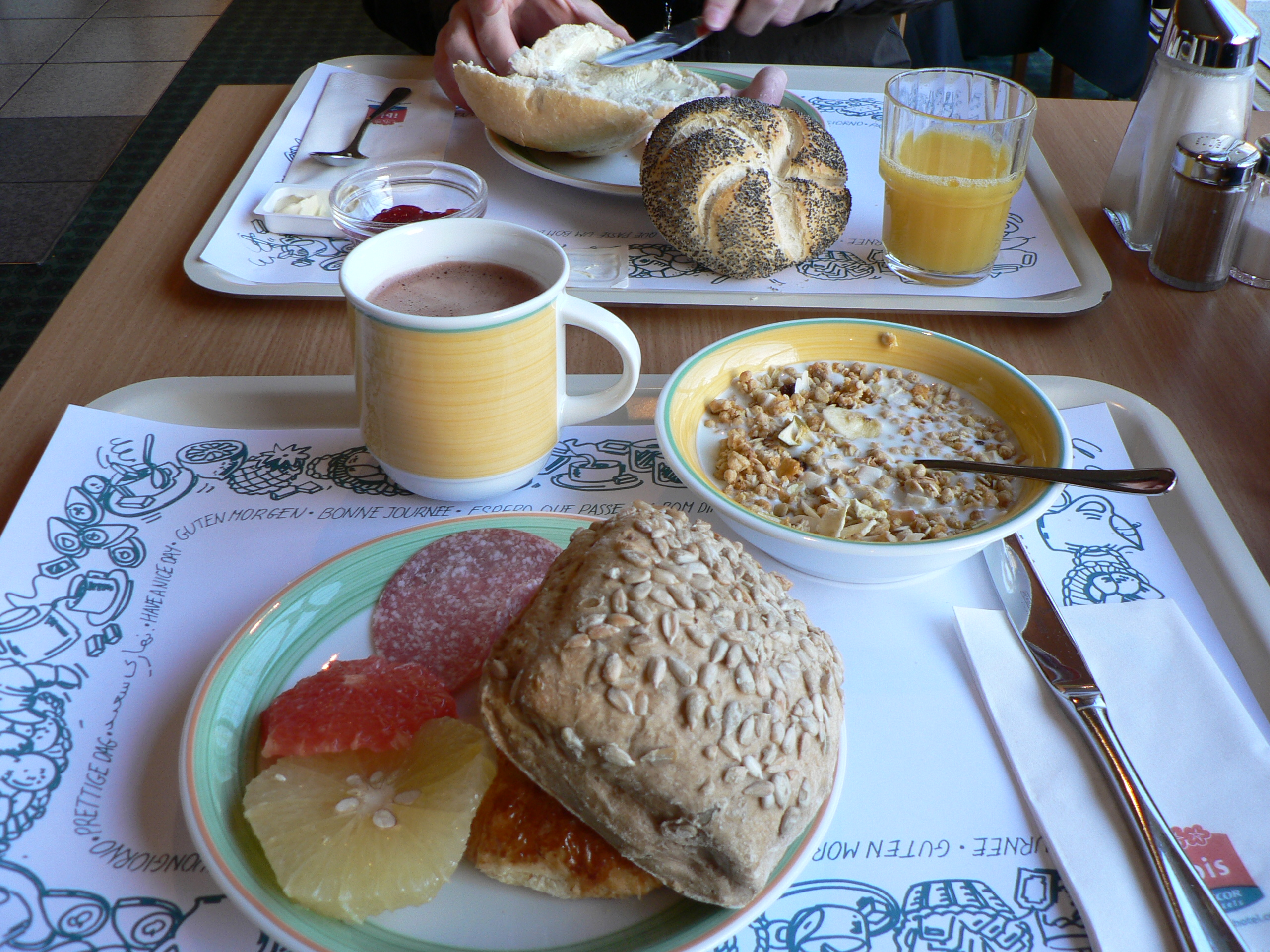
Een ontbijt in Duitsland

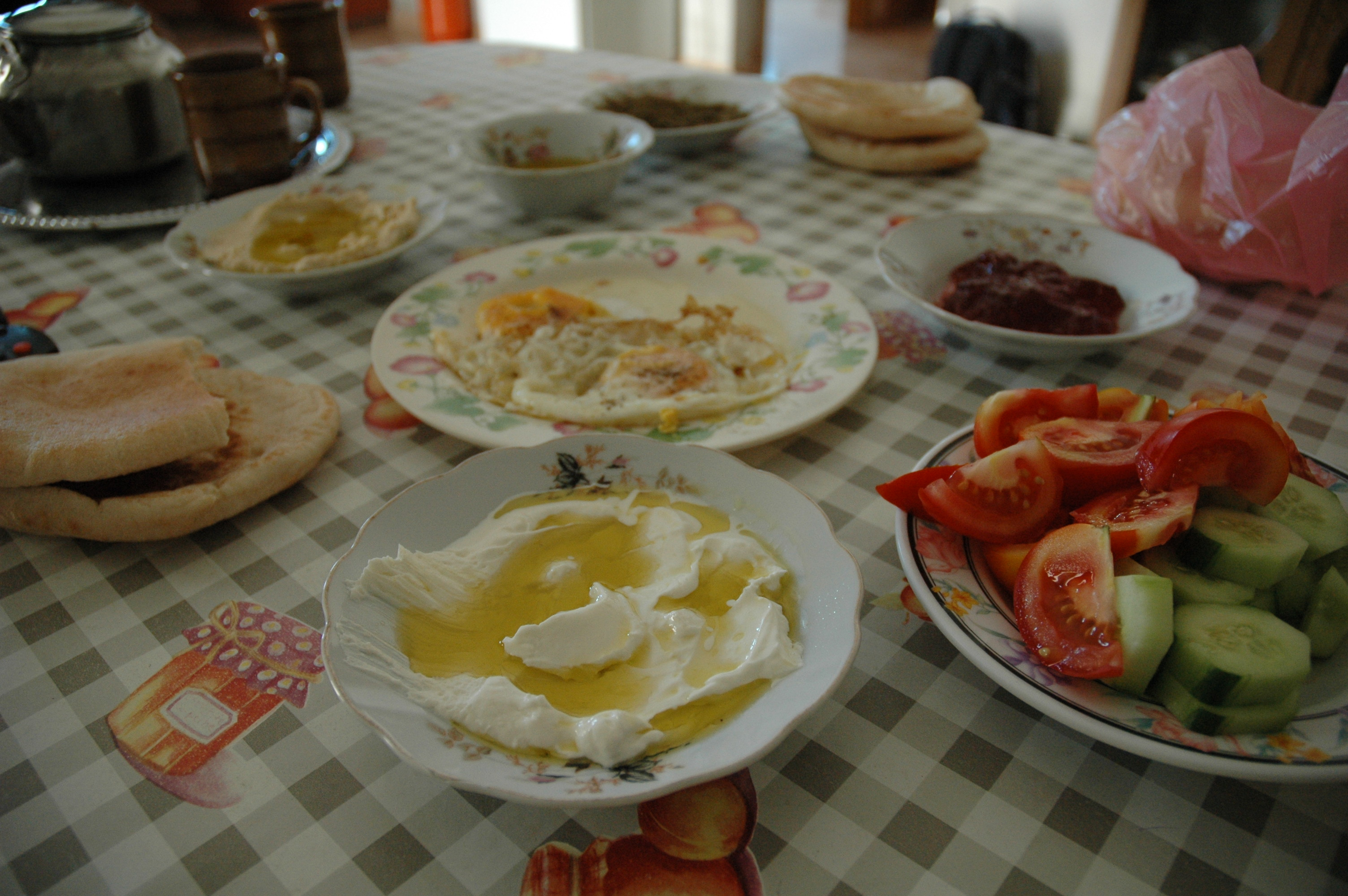
Een ontbijt in Het Midden-Oosten, o.a. Palestijnse gebieden

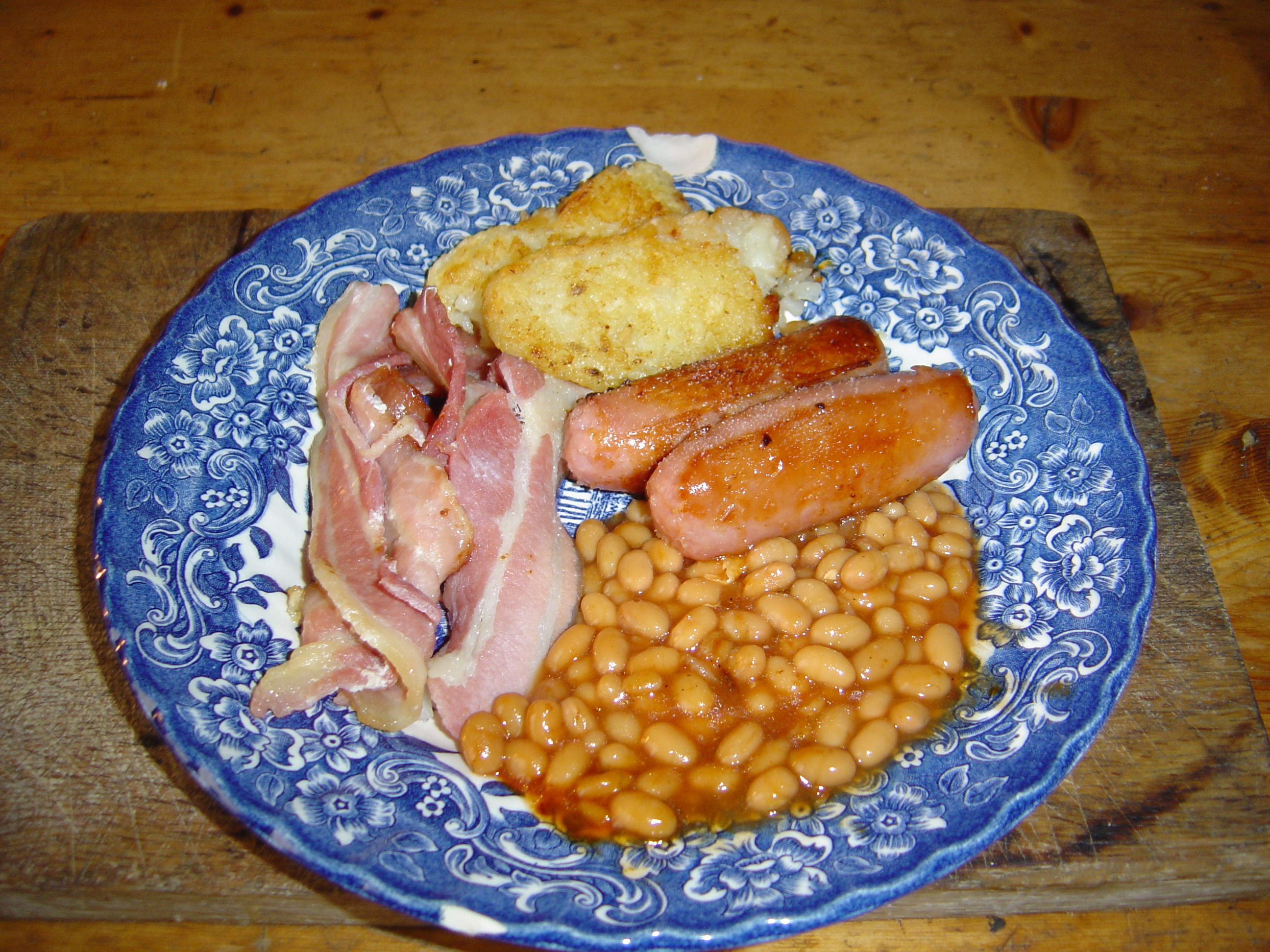
Engels ontbijt

Een ontbijt is de eerste maaltijd van de dag na de nachtrust en voordat met de dagelijkse werkzaamheden wordt begonnen.

## Naamgeving en geschiedenis
De naam ontbijt komt van ont-biten, waarbij 'ont-' staat voor het beginnen van iets (zie ontbranden) en biten de middelnederlandse vorm voor eten is.
In het Engels wordt er gesproken van 'breakfast', letterlijk het 'breken van de vasten' (dit is vasten tijdens de nacht). In het Frans werd de eerste maaltijd van de dag vroeger 'déjeuner' (letterlijk 'ont-vasten') genoemd. Later veranderde dit woord in 'dîner', een samentrekking van déjeuner.
Aangezien het bereiden van deze eerste en vroeger belangrijkste maaltijd van de dag, enige tijd in beslag nam, ontstond de gewoonte om bij het opstaan al iets te knabbelen of te drinken: een 'voorontbijt'. In het Frans werd dit 'petit déjeuner' genoemd; in Engeland ging het vaak om een kop thee, de 'early morning tea'.

## Ontbijt in verschillende landen

### België
In België kan het ontbijt bestaan uit koffiekoeken en/of brood, al dan niet geroosterd, met kaas of vlees, boter of margarine, zoete jam (confituur) en chocoladepasta. Daarbij wordt koffie met melk, thee, chocolademelk of vers fruitsap gedronken. Ook worden er vaak yoghurt en ontbijtgranen (al dan niet met melk) gegeten. Af en toe komt er een eitje aan te pas, eventueel met spek. Een opkomend fenomeen is dat mensen graag gaan ontbijten of ontbijt laten leveren aan huis. 

### Nederland

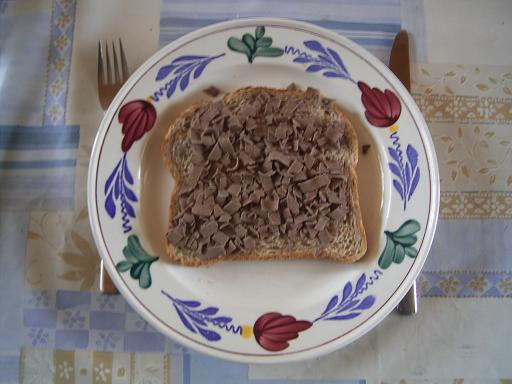
Een boterham met vlokken

Een traditioneel Nederlands ontbijt bestaat vooral uit een lichte broodmaaltijd. Men kiest bijvoorbeeld een plak volkorenbrood of wittebrood, en smeert daarop boter, margarine of halvarine, en daar weer op een keuze uit broodbeleg, zoals kaas, jam, hagelslag, pindakaas, ham (of andere soorten dun gesneden plakjes vlees).
Naast, of in plaats van, de belegde boterham eet men ook beschuit, roggebrood of ontbijtkoek, krentenbrood, een gekookt ei, of een bordje pap.
Als drank is er vaak een kop thee, koffie, een glas melk of karnemelk, of een glas sinaasappelsap.
Andere soorten voedsel die onderdeel zijn gaan uitmaken van het Nederlandse ontbijt zijn diverse soorten broodjes, knäckebröd, ontbijtgranen zoals muesli of cornflakes met melk, yoghurt of kwark en fruit. Ook zijn er kant-en-klare fruitmixdranken of drinkyoghurt beschikbaar als ontbijtvervangers. Op zon- en feestdagen is er vaak suikerbrood of krentenbrood met amandelspijs en worden er gekookte of gebakken eieren geserveerd.

### Verenigd Koninkrijk
Tot het traditionele Engels ontbijt behoren toast met (roer)eieren of gebakken eieren, plakjes uitgebakken bacon, worstjes en witte bonen in tomatensaus, maar ook zoete cakejes. In Schotland is er soms ook haggis bij. Een ontbijt bestaande uit toast met jam, vers fruit, koffie, en sinaasappelsap wordt in Engeland "continental breakfast" genoemd.

### Verenigde Staten en Canada

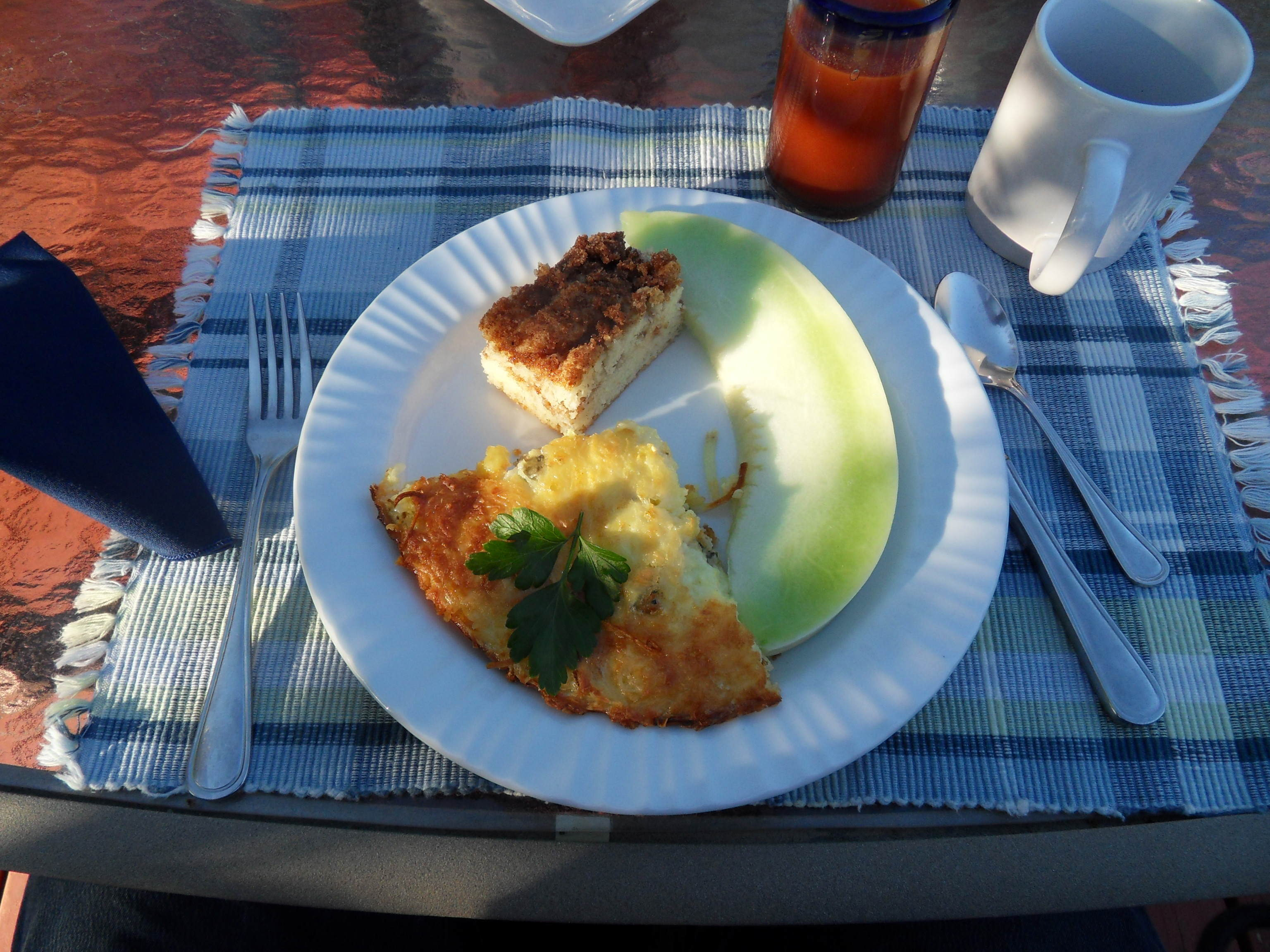
Ontbijt van meloen, tortilla en een gebakje

In Canada of de Verenigde Staten wordt bij het ontbijt vaak geroosterd brood of wentelteefjes, ontbijtgranen zoals cornflakes met melk, wafels, pannenkoek, of pancakes, flensje en of gebakken aardappelen ("hash browns") gegeten. Verder plakjes uitgebakken bacon, ei (gekookt, gebakken, etc.), vaak een glas sinaasappelsap of een halve grapefruit, en koffie. Thee wordt bij het ontbijt haast niet gedronken. In chauffeurscafés bestelt men soms biefstuk.

## Belang
Lange tijd werd het ontbijt gezien als de belangrijkste maaltijd van de dag. Verdere studies nuanceren dit beeld, het zou in theorie gezonder kunnen zijn om het ontbijt regelmatig over te slaan, maar in de huidige Westerse maatschappij betekent dit vaak dat men voor de lunch het gemiste ontbijt gaat vervangen door minder gezonde tussendoortjes.